# ذي جبرة (السدة)

تعديل مصدري - تعديل

ذي جبرة محلة تابعة لقرية الريامي، التابعة لعزلة التويتي بمديرية السدة إحدى مديريات محافظة إب في الجمهورية اليمنية.، بلغ تعداد سكانها 30 حسب تعداد اليمن لعام 2004.